# Уокер, Майкл (фельдмаршал)
Фельдмаршал Майкл Джон Доусон Уокер, барон Уокер Олдринхэмский (род. 7 июля 1944) — британский военный деятель. Поступив на службу в 1966 году, он служил на Кипре, в Северной Ирландии и на различных штабных должностях в Великобритании. Получив в 1985 году батальон под командование, Уокер был удостоен упоминания в приказе за свой второй срок службы в Северной Ирландии, после чего он отслужил срок на Гибралтаре. Он был повышен до бригадирного генерала, минуя присвоение звания полковника, и принял командование 20-й бронетанковой бригадой в Германии, прежде чем стать начальником штаба I корпуса.
В чине генерал-майора Уокер был назначен командующим Восточным округом, прежде чем стал помощником начальника штаба обороны в Министерстве обороны. Он принял командование Объединённым корпусом быстрого реагирования (ARRC) НАТО, который в 1995 году был развёрнут на Балканах, став первым командующим сухопутного контингента Сил выполнения соглашения (IFOR). За службу в многонациональных силах на Балканах он был награждён американским орденом Легиона почёта.
Покинув командование ARRC, Уокер провёл три года в качестве главнокомандующего британскими сухопутными войсками, после чего в 2000 году был назначен начальником Генерального штаба. В 2003 году он был назначен начальником штаба обороны. На этой должности он был подвергнут критике, связанной с модернизацией вооружённых сил, с обвинениями в жестоком обращении с заключёнными во время войны в Ираке и с его комментариями о том, что освещение войны в Ираке в СМИ могло поставить под угрозу британские войска. Уокер вышел в отставку в 2006 году и впоследствии был назначен комендантом Королевского госпиталя в Челси, пробыв на этой должности до 2011 года.

## Начало карьеры
Майкл Уокер родился в Солсбери, в британской колонии Южная Родезия (ныне Зимбабве), в семье Уильяма Хэмпдена Доусона Уокера и Дороти Хелены Уокер (урождённой Шиах). Уокер учился сначала в школе Милтона в Булавайо (Южная Родезия), а затем в школе Вудхаус-Грув в Западном Йоркшире (Англия). Он провёл 18 месяцев в подготовительной школе, после чего вступил в ряды британской армии.
После окончания Королевской военной академии в Сандхёрсте Уокер 29 июля 1966 года в звании младшего лейтенанта был призван в Королевский англианский полк. Он служил командиром взвода 1-го батальона и 29 января 1968 года был повышен до лейтенанта. В 1969 году Уокера отправили на два года служить на Кипр. После этого он служил в Северной Ирландии во время конфликта там, а затем поступил в штабной колледж в Кимберли. 29 июля 1972 года он получил звание капитана.
После службы на штабной должности в Министерстве обороны Уокер в конце 1976 года был повышен до майора и вернулся в 1-й батальон, где стал командиром роты в Тидворсе (графство Уилтшир). В 1979 году он перешёл на другую штабную должность в Министерстве обороны, после чего в 1982 году был повышен до подполковника. До 1985 года он занимал должность военного заместителя начальника Генерального штаба. В декабре 1984 года он получил ранг офицера Ордена Британской империи.
Командуя 1-го батальоном с 1985 по 1987 год, Уокер отслужил второй срок в Северной Ирландии, на этот раз в Дерри, а позже ещё один на Гибралтаре. Он был упомянут в приказе от 1987 года «в знак признания доблестной и выдающейся службы» в Северной Ирландии. В конце 1987 года Уокер был назначен бригадным генералом, минуя присвоение звания полковника. С 1987 по 1989 год он был командующим 20-й бронетанковой бригады в Германии, после чего с 1989 по 1991 год занимал пост начальника штаба I корпуса.

## В верховном командовании
В 1991 году Уокер получил временное повышение в звании до генерал-майора и принял командование Северо-Восточным округом и 2-й пехотной дивизией. Позже, в 1991 году, после войны в Персидском заливе, он был возведён в ранг командора Ордена Британской империи. 2 декабря 1991 года Уокер был утверждён в звании генерал-майора, после чего заступил на пост командующего Восточного округа. 11 декабря 1992 года он стал помощником начальника Генерального штаба, пробыв на этой должности до 3 октября 1994 года.
8 декабря 1994 года Уокер был назначен командующим Объединённого командования быстрого реагирования (ARRC) НАТО со штаб-квартирой в Рейндалене (Германия), получив временное повышение до генерал-лейтенанта. 15 марта 1995 года он был утверждён в звании генерал-лейтенанта, а в день рождения королевы в том же году был посвящён в рыцари, получив ранг кавалера ордена Бани. Под командованием Уокера в декабре 1995 года Объединённый корпус быстрого реагирования был развёрнут на Балканах. Так он стал первым командующим сухопутного контингента Сил выполнения соглашения (IFOR) НАТО, пробыв на этой должности до своего возвращения в Великобританию в ноябре 1996 года.
Деятельность Уокера в командовании IFOR в Боснии была косвенно подвергнута критике Ричардом Холбруком за отказ использовать свои полномочия для выполнения невоенных задач, включая арест обвиняемых в военных преступлениях:
«На основании заявления Шаликашвили по итогам встреч в Белом доме я и Кристофер предположили, что командующий IFOR будет использовать свои полномочия, чтобы сделать гораздо больше, чем он был обязан. Встреча с [адмиралом Лейтоном] Смитом разрушила эту надежду. Смит и его британский заместитель, генерал Майкл Уокер, дали понять, что они примут минимальные усилия во всех аспектах воплощения соглашения, кроме защиты войск. Смит дал сигнал об этом в своём первом крупном публичном заявлении к боснийскому народу во время прямого эфира на телеканале Pale — странный выбор для первого появления в местных СМИ».
В конце 1996 года Уокер стал кавалером ордена Святого Михаила и Святого Георгия.
Передав полномочия командующего Объединённым корпусом быстрого реагирования сэру Майклу Джексону, Уокер получил временное повышение до генерала и 27 января 1997 года был назначен главнокомандующим британских сухопутных войск. Он был утверждён в звании генерала 2 апреля 1997 года. В знак признания его службы в IFOR Уокер в мае 1997 года был награждён американским орденом Легиона почёта (ранг командора). В сентябре 1997 года он был назначен генерал-адъютантом королевы Елизаветы II, сменив на этом посту генерала сэра Майкла Роуза, до тех пор пока, в свою очередь, не был заменён генералом сэром Ричардом Даннаттом. В конце 1999 года Уокер стал кавалером Большого креста ордена Бани.

## В качестве начальника Генерального штаба
Отслужив менее трёх лет в должности главнокомандующего, Уокер 17 апреля 2000 года был назначен начальником Генерального штаба (CGS) — руководителем британской армии, заменив на этом посту генерала сэра Роджера Уилера. Он оставался на посту CGS на протяжении трёх лет, после чего 2 мая 2003 года был повышен до начальника штаба обороны (CDS) — руководителя всех британских вооружённых сил, сменив адмирала сэра Майкла Бойса. В качестве CDS Уокер подвергал критике некоторые репортажи в СМИ о британском развёртывании в Ираке. В частности, он утверждал, что атаки на батальон Black Watch усилились в связи с публикацией новостей о его местонахождении. Он также заявил, что «[по причине освещения в печати] это вполне мог быть ответ тех, кто желает нам зла, — пойти и встретить нас чем-то вроде бомбы». Его комментарии были подвергнуты критике пресс-секретарём Национального союза журналистов, который заявил: «Когда генералы юлят и начинают обвинять журналистов в своих собственных ошибках — это признак того, что они не выполняют свою работу должным образом». Кроме того, в 2004 году Уокер вместе с генералом сэром Майком Джексоном, который тогда был начальником Генерального штаба, были подвергнуты критике в связи с реформой вооружённых сил, которая включала объединение нескольких армейских полков с утратой ими их исторических названий.
В интервью BBC в октябре 2005 года Уокер предположил, что на ход набора рекрутов в армию негативно повлияла война в Ираке. Он также прокомментировал войну в Афганистане, заявив: «Там ещё очень много работы, которую нужно сделать и среди которой военные задачи занимают очень небольшую часть. На десять-пятнадцать лет, на долгий срок. Всё не будет решено в краткосрочной перспективе». В том же месяце он дал интервью The Sunday Times, в котором сказал, что боевой дух солдат снизился из-за непопулярности войны среди британской общественности. Позже, в 2005 году, Уокер сыграл важную роль в подготовке новой системы для поддержки британских военнослужащих, обвиняемых в жестоком обращении с иракскими заключёнными, — после обвинений, что армия бросила этих солдат. В феврале 2006 года Уокер возглавлял военную делегацию в Болгарии для обсуждения военного сотрудничества между британским и болгарским правительствами.
Уокер 1 февраля 2010 года давал показания во время расследования по Ираку, в которых доложил о финансировании вторжения в Ирак и последующем планировании операций. В частности, он сообщил следствию, что в 2004 году ситуация с финансированием стала настолько напряжённой, что существовала опасность массовых отставок командиров.

## Почётные функции
Уокер выполнял множество почетных и церемониальных функций в разных полках. В апреле 1992 года он получил почётные звания полковника-коменданта и заместителя полковника Королевской дивизии (в которую входит Королевский англианский полк), а в октябре 1993 года — звание почётного полковника 3-го батальона полка герцога Веллингтона (West Riding), нося его до 30 июня 1999 года. В 1994 году он заменил генерала сэра Джона Лиермонта в должности полковника-коменданта корпуса армейской авиации и носил этот титул до апреля 2004 года, когда был заменён генерал-лейтенантом Ричардом Даннаттом. В 1997 году он был назначен почётным полковником Королевского англианского полка в качестве преемника генерал-майора Патрика Стоуна и, в свою очередь, был заменён заместителем полковника бригадным генералом Джоном Сазерелом в феврале 2000 года.

## Выход в отставку
Уокер оставил пост начальника штаба обороны в апреле 2006 года и ушёл со службы, будучи заменённым главным маршалом авиации Джоном Стиррапом. В сентябре 2006 года Уокер был назначен комендантом Королевского госпиталя в Челси. Он занимал этот пост до февраля 2011 года, когда неожиданно ушёл в отставку. 24 ноября 2006 года было объявлено, что он получит пожизненное звание пэра, и 19 декабря он стал бароном Уокером Олдринхэмским — по названию деревни Олдринхэм в графстве Суффолк. В 2007 году он был торжественно назначен заместителем лейтенанта Большого Лондона. В день рождения королевы в 2014 году Уокер был назначен почетным фельдмаршалом.

## Личная жизнь
Уокер с 1973 года женат на Виктории (Тор) Уокер, урождённой Холм. У них есть трое детей: два сына и одна дочь. Среди его интересов — парусный спорт, стрельба, теннис, катание на лыжах и гольф.